# Giornata mondiale degli UFO
La Giornata Mondiale UFO  è una giornata di sensibilizzazione che invita le persone a riunirsi e osservare il cielo alla ricerca di oggetti volanti non identificati (UFO).

## Date di celebrazione
Alcuni celebrano la giornata il 24 giugno, altri il 2 luglio. Il 24 giugno è la data in cui il giornalista Kenneth Arnold scrisse di quello che è generalmente considerato il primo UFO ampiamente segnalato negli Stati Uniti, mentre il 2 luglio è la data del presunto incidente UFO a Roswell nel 1947. Il 2 luglio è stato dichiarato Giornata Mondiale UFO ufficiale dalla World UFO Day Organisation. Si ritiene che la prima Giornata Mondiale UFO sia stata celebrata il 2 luglio 2001 dal ricercatore UFO Haktan Akdogan.

## Scopo
L'obiettivo dichiarato della celebrazione del 2 luglio è quello di sensibilizzare l'opinione pubblica sull'"indubbia esistenza degli UFO" e di incoraggiare i governi a declassificare i loro archivi sugli avvistamenti UFO.
La Giornata Mondiale degli UFO si celebra stimolando il dibattito su come e perché gli esseri umani non siano gli unici esseri viventi nell'Universo. La WUFDO (World UFO Day Organisation) promuove vari eventi e workshop educativi con l'obiettivo di far conoscere gli UFO alle persone.